# Hochtaunuskreis
De Hochtaunuskreis is een Landkreis in de Duitse deelstaat Hessen. Kreisstadt is Bad Homburg vor der Höhe. De Landkreis telt 237.281 inwoners (31 december 2020) op een oppervlakte van 481,84 km². Op 31 december 2020 had 18,74% van de inwoners een niet-Duits staatsburgerschap (44.475 niet-Duitsers) en hadden 595 inwoners het Nederlandse staatsburgerschap.

## Geschiedenis
Hochtaunuskreis is op 1 augustus 1972 opgericht door het samenvoegen van:
- Het Landkreis Obertaunuskreis, met de steden Bad Homburg vor der Höhe, Friedrichsdorf, Königstein im Taunus, Kronberg im Taunus en Oberursel (Taunus) en de gemeente Steinbach (Taunus).
- Het Landkreis Usingen, met de stad Usingen en de gemeenten Grävenwiesbach, Neu-Anspach, Schmitten, Wehrheim en Weilrod.
- De gemeente Glashütten uit het Landkreis Main-Taunus-Kreis.

## Steden en gemeenten
De volgende steden en gemeenten liggen in het Landkreis (Inwoners op 30-06-2006):
| Stad - 1. Bad Homburg vor der Höhe, Stad met bijzondere status (51.823) - 2. Friedrichsdorf (24.559) - 3. Königstein im Taunus (15.991) - 4. Kronberg im Taunus (17.875) - 5. Oberursel (Taunus) (42.810) - 6. Steinbach (Taunus) (10.034) - 7. Usingen (13.360) | Gemeenten - 1. Glashütten (5.407) - 2. Grävenwiesbach (5.288) - 3. Neu-Anspach (Bestuurscentrum te Anspach) (15.174) - 4. Schmitten (8.917) - 5. Wehrheim (9.334) - 6. Weilrod (Bestuurscentrum te Rod a.d. Weil) (6.378) |

Bergstraße · Darmstadt · Darmstadt-Dieburg · Frankfurt am Main · Fulda · Gießen · Groß-Gerau · Hersfeld-Rotenburg · Hochtaunuskreis · Kassel (stad) · Landkreis Kassel · Lahn-Dill-Kreis · Limburg-Weilburg · Main-Kinzig-Kreis · Main-Taunus-Kreis · Marburg-Biedenkopf · Odenwaldkreis · Offenbach am Main · Landkreis Offenbach · Rheingau-Taunus-Kreis · Schwalm-Eder-Kreis · Vogelsbergkreis · Waldeck-Frankenberg · Werra-Meißner-Kreis · Wetteraukreis · Wiesbaden
Bad Homburg vor der Höhe · Friedrichsdorf · Glashütten · Grävenwiesbach · Königstein im Taunus · Kronberg im Taunus · Neu-Anspach · Oberursel · Schmitten · Steinbach · Usingen · Wehrheim · Weilrod